# Újezdský hřbitov
Újezdský hřbitov se nachází v Praze 9 v městské čtvrti Újezd nad Lesy v ulici Zaříčanská. Má rozlohu menší než 0,3 hektaru a leží jižně od obce v poli po pravé straně silnice z Újezda do Sibřiny.

## Historie
Původní hřbitov v Újezdě byl při zaniklém kostele svatého Bartoloměje (zbořen roku 1807). Současný hřbitov byl založen roku 1940, což dosvědčuje nápis na vstupní bráně.
Vstupní brána se nachází v severní části, od ní vede jižním směrem hlavní cesta. Uprostřed této cesty stojí dřevěný kříž, vpravo od něj je pomník obětem obou světových válek. Nejstarší hroby jsou v pravé přední části hřbitova, v levé části hřbitova vzadu jsou hroby urnové, kolumbárium bylo založeno při zadní jižní a levé východní zdi.

### Kostel svatého Bartoloměje
Kostel je připomínán již ve 14. století. Po třicetileté válce ves zcela zanikla a osidlována byla pomalu. Nejstarší domky nového osídlení stavěli domkaři podél ulice Staroújezdská, která směřuje do obce Koloděje.
Po zániku farnosti byl Újezd přifařen k Uhříněvsi. Kostel byl roku 1807 zbořen a hřbitov zrušen poté, kdy v Kolodějích téhož roku postavili kostel Povýšení svatého Kříže, kam se po obnovení vsi pohřbívalo. Pozemky pod zrušeným kostelem a hřbitovem byly odprodány domkařům, pozemek zaniklého hřbitova připadl domu čp. 22. Nalezené ostatky jsou pohřbené na kolodějském hřbitově.
Údajně byl na stavbu kolodějského kostela použit materiál ze zbořeného újezdského kostela. Dochoval se zde též obraz svatého Bartoloměje a zvon z roku 1486 (jeden ze tří převezených).